# Saprinus grandiclava
Saprinus grandiclava är en skalbaggsart som beskrevs av Kanaar 1989. Saprinus grandiclava ingår i släktet Saprinus och familjen stumpbaggar. Inga underarter finns listade i Catalogue of Life.